# Umberto Palazzo
Umberto Palazzo (Vasto, 14 giugno 1964) è un cantautore, musicista e produttore discografico italiano, frontman del gruppo Santo Niente e uno dei membri fondatori dei Massimo Volume.

## Biografia
Nasce a Vasto, a undici anni impara a suonare la chitarra da autodidatta. Frequenta il liceo classico di Vasto. 
Nel 1981 passa l'estate a Bristol, in Inghilterra, dove ha l'opportunità di assistere all'apogeo del post punk inglese, in particolare di assistere al concerto di presentazione di Ju-Ju di Siouxsie and the Banshees. Torna a casa con una valigia stracolma di dischi e soprattutto con la convinzione di dover fondare una band e delle idee precise sulle caratteristiche della musica e del progetto.

### Esordi e parentesi con i Massimo Volume (1981–1993)
Nel 1981 fonda il gruppo post punk Aut Aut, in cui è chitarrista e compositore. 
La band realizza una serie di demotape registrati su quattro piste dallo stesso Umberto Palazzo. Il suono della band è vicino a quello di band inglesi come Joy Division, The Cure, Bauhaus, Killing Joke e Siouxsie and the Banshees. I testi sono in italiano.
Il demotape del 1983 viene recensito dal Mucchio Selvaggio e da Rockerilla. Si trasferisce a Bologna intorno alla metà degli anni ottanta per frequentare la facoltà di giurisprudenza, presso la quale si laurea. Nel frattempo coltiva la sua attitudine rock, punk e new wave frequentando i ritrovi studenteschi e i concerti della Bologna post '77.
Suona negli Ugly Things, gruppo con cui incide un paio di singoli e partecipa al secondo volume di Eighties Colours.
In seguito milita negli Allison Run insieme ad Amerigo Verardi; con loro nel 1987 registra God Was Completely Deaf, reinterpreta il brano La fata di Edoardo Bennato e partecipa al concerto del Primo Maggio nel 1990. A distanza di un anno, fonda a Bologna i Massimo Volume con altri studenti fuori sede. Con loro suona fino al 1993, lasciando il gruppo prima della pubblicazione di Stanze, che include alcuni lavori da lui realizzati.

### La svolta con il Santo Niente (1994–2005)
Nel 1994, finita l'esperienza Massimo Volume, si dedica ad una sua nuova creatura, il Santo Niente. La band viene messa sotto contratto dal Consorzio Produttori Indipendenti (CPI), l'oramai storica etichetta gestita da Giovanni Lindo Ferretti e Massimo Zamboni dei CCCP e Gianni Maroccolo dei Litfiba. Il gruppo è composto all'inizio da Umberto, Fabio Petrelli al basso e Cristiano Marcelli alla batteria.
Dopo aver partecipato alla compilation Materiale resistente con il brano Wir Sind Partisanen, il gruppo produce un disco dal titolo La vita è facile (1995), seguito da 'sei na ru mo'no wa na 'i (1997) (Santo Niente in giapponese). Per questo lavoro alla formazione originale si aggiunge un altro chitarrista, Salvatore Russo. In questo periodo Palazzo si dedica anche alla cura della colonna sonora del film tratto dal libro di Enrico Brizzi, Jack Frusciante è uscito dal gruppo (1996). Inoltre partecipa alle registrazioni del primo disco da solista di Giorgio Canali, Che fine ha fatto Lazlotòz (1998).
In seguito allo scioglimento del CPI, Palazzo decide di sciogliere il gruppo e ritorna in Abruzzo dove, per circa 6 anni, si reinventa disc jockey, attività che tuttora svolge con grande apprezzamento da parte di giovani e meno giovani. Rifonda il Santo Niente tra il 2001 e il 2003 a Pescara. La nuova formazione del Santo Niente vede Raffaello Zappalorto al basso, Alessio D'Onofrio alla chitarra e Alessandro Montalto alla batteria. 
Questa formazione pubblica l'EP Occhiali scuri al mattino nel marzo 2004 e l'album Il fiore dell'agave nell'aprile del 2005.

### Attività parallele e da solista (2005–presente)
Nello stesso periodo Palazzo insegna per due anni al Conservatorio Luisa D'Annunzio di Pescara, come docente di Storia della Popular Musica. Nel 2008 produce, per conto del periodico Mente Locale, Quello che facciamo è segreto, antologia dell'alt rock abruzzese, a cui fa seguito un capitolo tutto al femminile dal nome Rock Rosé (2009).
Nel 2008 dà vita a El Santo Nada, un progetto che compone ed esegue musica strumentale ispirata alle colonne sonore degli spaghetti western. Nel 2009 partecipa al brano Un jour noir, rilettura in musica di Spleen di Charles Baudelaire, contenuto nel cd Lucidinervi dei C.F.F. e il Nomade Venerabile.
Palazzo realizza il suo primo disco da solista nel 2011, intitolato Canzoni della notte e della controra e caratterizzato da un cantautorato etnico-alternativo, lontano dalle sue precedenti produzioni. A questo disco collaborano Sandra Ippoliti e Tying Tiffany, e cantanti e musicisti come Luca D'Alberto (violectra) e Gianluca Schiavon (batteria). Dello stesso anno la partecipazione all'album Amaresque del gruppo Peluqueria Hernandez.
Canzoni della notte e della controra riceve giudizi positivi dalla critica di settore e consente a Palazzo di vincere il premio Lunezia per il valore musicale-letterario del disco. Successivamente, con il Santo Niente rinnova ancora una volta la formazione e realizza il quarto album, dal titolo Mare Tranquillitatis, pubblicato il 23 settembre 2013 da Twelve Records con distribuzione Audioglobe.
Durante la quarantena causata dalla pandemia da COVID-19, Palazzo produce il suo secondo album da solista, L'Eden dei lunatici, scritto e realizzato dal 17 aprile al 23 maggio 2020 presso il proprio studio di registrazione. Ancora una volta il musicista prende le distanze dai suoi precedenti lavori, optando per un concept album sull'estate e gli anni settanta caratterizzato da sonorità funk e pop soul.
Il 16 aprile 2022 esce il terzo album da solista, Belvedere Orientale: otto tracce che risaltano l'amore dell'artista abruzzese per soul, disco-funk e cantautorato.

## Attivismo
Sull'onda delle liberalizzazioni compiute dal governo Monti nel 2012, Palazzo si fa capo di un rinnovamento nell'ambito dell'amministrazione dei diritti d'autore e, sfruttando la popolarità dei propri canali social, propone una class action nei riguardi della Società Italiana degli Autori ed Editori (SIAE). Nel testo si propone un rinnovo nelle tecniche di amministrazione e dei meccanismi generali dell'associazione ribadendo che la SIAE possiede il monopolio e che è impossibile "creare sistemi alternativi", evidenziando che anche se iscritti all'estero si è costretti a passare necessariamente per tale società.
Contestualmente alla class action, le commissioni dell'Unione Europea hanno avviato una serie di procedure per stabilire una legislazione unitaria sul diritto d'autore che andrebbe a modificare anche il piano normativo utilizzato su territorio italiano.

## Discografia

### Da solista
- 2011 – Canzoni della notte e della controra
- 2020 – L'Eden dei lunatici
- 2022 – Belvedere Orientale

### Con il Santo Niente
- 1995 – La vita è facile
- 1997 – 'sei na ru mo'no wa na 'i
- 2004 – Occhiali scuri al mattino (EP)
- 2005 – Il fiore dell'agave
- 2013 – Mare Tranquillitatis

### Con i Massimo Volume
- 1993 – Stanze

### Con gli Allison Run
- 1989 – God Was Completely Deaf